# Surab Zereteli

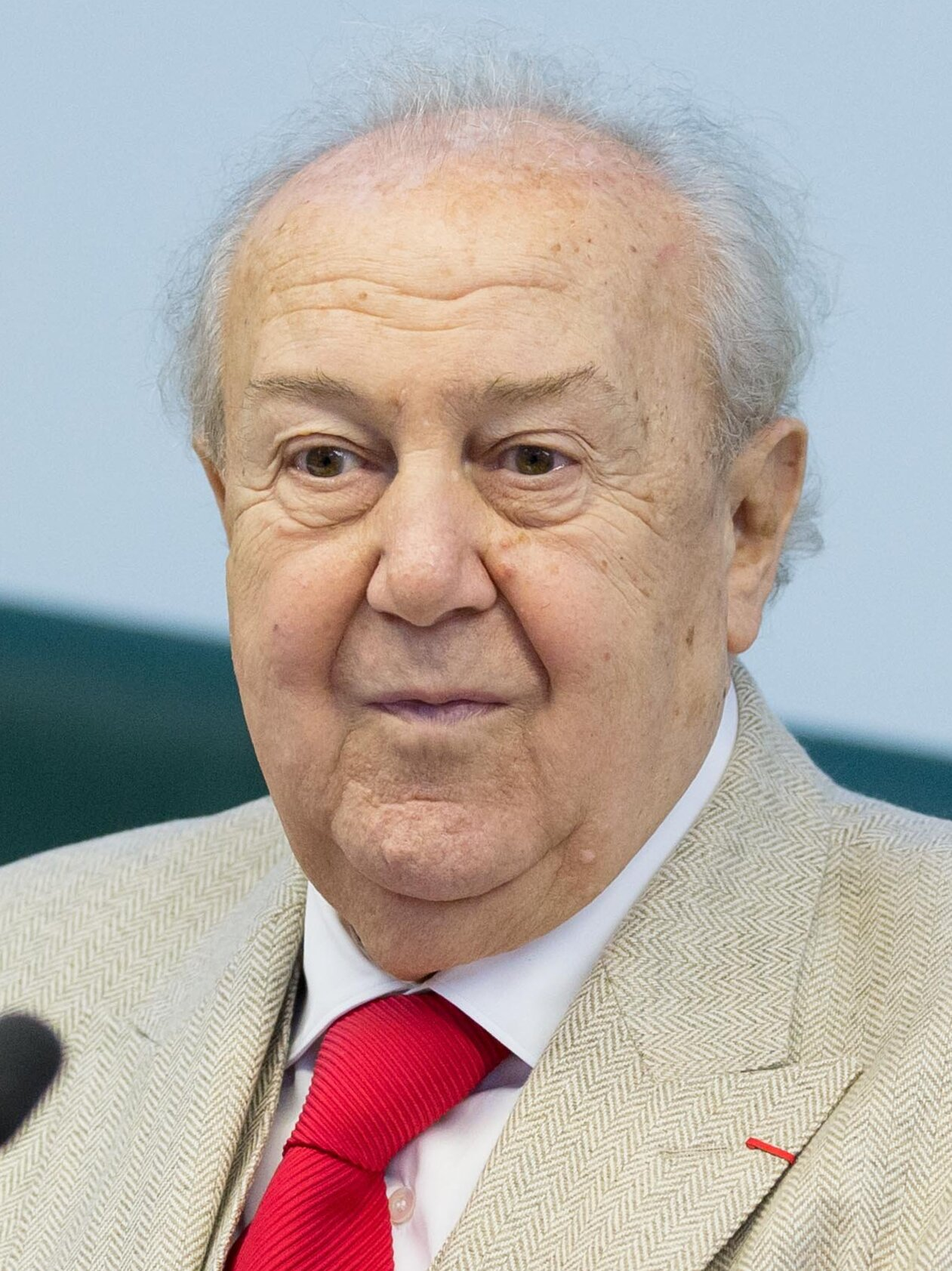
2014

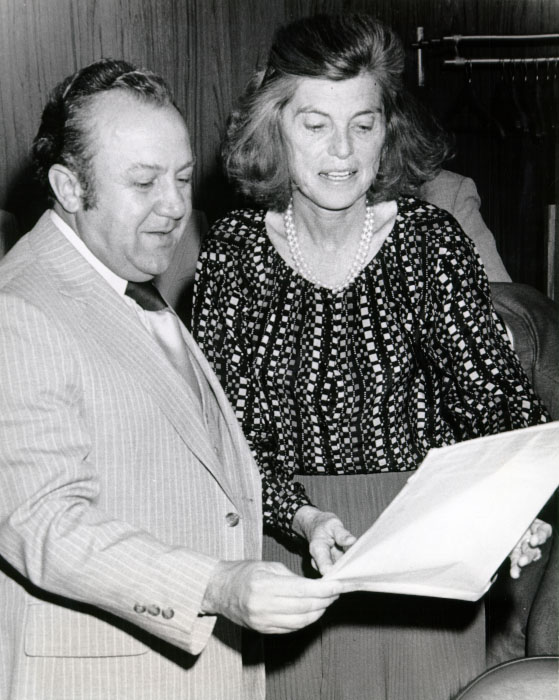
Surab Zereteli mit Eunice Shriver

Surab Zereteli (georgisch ზურაბ წერეთელი; russisch Зураб Константинович Церетели; * 4. Januar 1934 in Tiflis; † 22. April 2025 in Peredelkino) war ein georgisch-russischer Bildhauer, bildender Künstler und Architekt. Seine Monumentalstatuen stehen in Moskau, Paris, London, New York, Sevilla und weiteren Städten.

## Leben

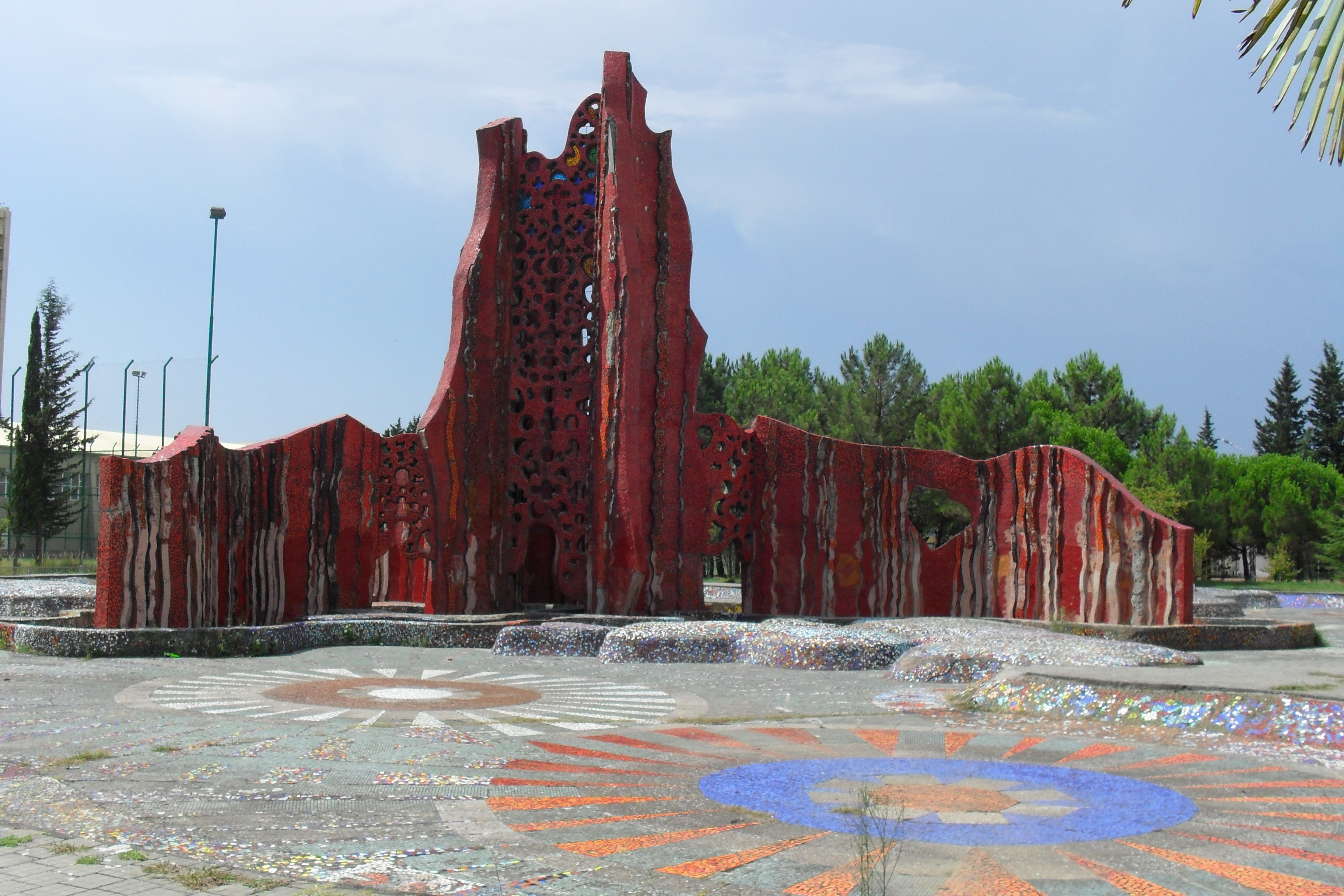
Becken des Kindersanatoriums in Adler (Foto: 2010)

Kriegsdenkmal im Park Pobedy (Foto: 2006)

Surab Zereteli studierte von 1952 bis 1958 in der Klasse für Malerei an der Kunstakademie Tiflis.
1967 entwarf er seine ersten öffentlichen Werke, Mosaik-Pylone und Skulpturen, für einen Hotelkomplex in Pizunda, Abchasien, gestaltete Mosaike und Fenster für den Kulturpalast und den Busbahnhof in Georgiens Hauptstadt Tiflis. Später schuf er Friese und Wandbemalungen für diplomatische Vertretungen der Sowjetunion in Brasília (1973–1974), Lissabon (1974), Damaskus (1975), Tokyo (1976), Osaka (1978) und Washington, D.C. (1986).
1970 bis 1980 entwarf er das Gebäude des sowjetischen Außenministeriums in Moskau. 1980 zeichnete er für die Bauten zu den Olympischen Sommerspielen in Moskau verantwortlich.
1979 entstand sein erstes Denkmal, Happiness to the Children of the World, für die Special Olympics World Summer Games 1979 in Brockport im US-Bundesstaat New York. 1989 folgte die Statue Zerstörung der Mauer des Misstrauens in London, die das Ende des Kalten Krieges symbolisieren sollte. 1990 entstand die Bronzestatue Gut besiegt Böse, ein Geschenk der Sowjetunion für das UNO-Hauptquartier in New York. Sie zeigt den Heiligen Georg im Kampf mit einem Drachen. Für die 40 Tonnen schwere und 11,89 Meter hohe Plastik verwendete Zereteli Teile verschrotteter Pershing und SS-20-Raketen.
In den 1990er Jahren prägte er das städtebauliche Bild Moskaus mit. Ab 1992 beteiligte er sich am Bau der Christ-Erlöser-Kathedrale. 1995 entwarf er im Auftrag von Präsident Boris Jelzin ein Denkmal zum 50. Jahrestag des Sieges der Sowjetunion im Moskauer Park Pobedy (deutsch: Siegespark). Es ist ein 141,8 m hoher bronzener Obelisk, der von Reliefs mit den Namen der Heldenstädte sowie Plastiken des Heiligen Georg und der Siegesgöttin Nike geschmückt wird. 1997 gestaltete er den Manegeplatz an der Kremlmauer und errichtete das 94 m hohes Denkmal für Peter I. auf einer künstlichen Insel zwischen dem Moskwa-Fluss und dem Wasserumleitungskanal. Dieses Denkmal für Peter den Großen sollte ursprünglich Christoph Kolumbus darstellen, aber weder die Dominikanische Republik, noch Venezuela, noch Brasilien wollten von Surab Zereteli ein Denkmal zum 500. Jahrestag der Entdeckung Amerikas haben. Ein weiteres, 110 m hohes Denkmal zu Ehren von Columbus Geburt einer neuen Welt konnte nach längerer Standortsuche im Jahr 2016 bei Arecibo in Puerto Rico errichtet werden.
In Sevilla errichtete er 1995 zu Ehren von Christoph Kolumbus das 45 Meter hohe Denkmal Nacimiento de Un Hombre Nuevo. 2006 wurde in Bayonne, New Jersey sein Mahnmal To the Struggle Against World Terrorism eingeweiht. Die 30 Meter hohe Bronzestatue ist den Opfern des 11. September 2001 gewidmet.
Zereteli gründete 1999 in Moskau das erste russische Museum für moderne Kunst, die Zereteli Kunstgalerie, der er seine private Sammlung von Kunstwerken des 20. Jahrhunderts stiftete.
1997 wurde er Präsident der Russischen Akademie der Künste. Ab 1996 war Zereteli Good-Will-Botschafter der UNESCO. Er war auch korrespondierendes Mitglied der französischen Akademie der Künste in Paris und der Königlichen San-Fernando-Akademie der Künste in Madrid.
Zeretelis Werk ist wegen seiner Nähe zum sowjetischen Regime nicht unumstritten. Sein 1983 zum zweihundertsten Jahrestag des Vertrags von Georgijewsk geschaffenes 35 Meter hohes Denkmal Ewige Freundschaft in Georgien wurde nach dem Zerfall der Sowjetunion abgerissen.
Im Jahr 2004 war das bronzene Denkmal für Stalin, Roosevelt und Churchill gegossen worden, das ab 2005 an die Konferenz von Jalta erinnern sollte. Die Ukraine verzichtete jedoch entrüstet auf das Monument. Nach der Annexion der Krim durch Russland wurde die Plastik im Februar 2015 eingeweiht.

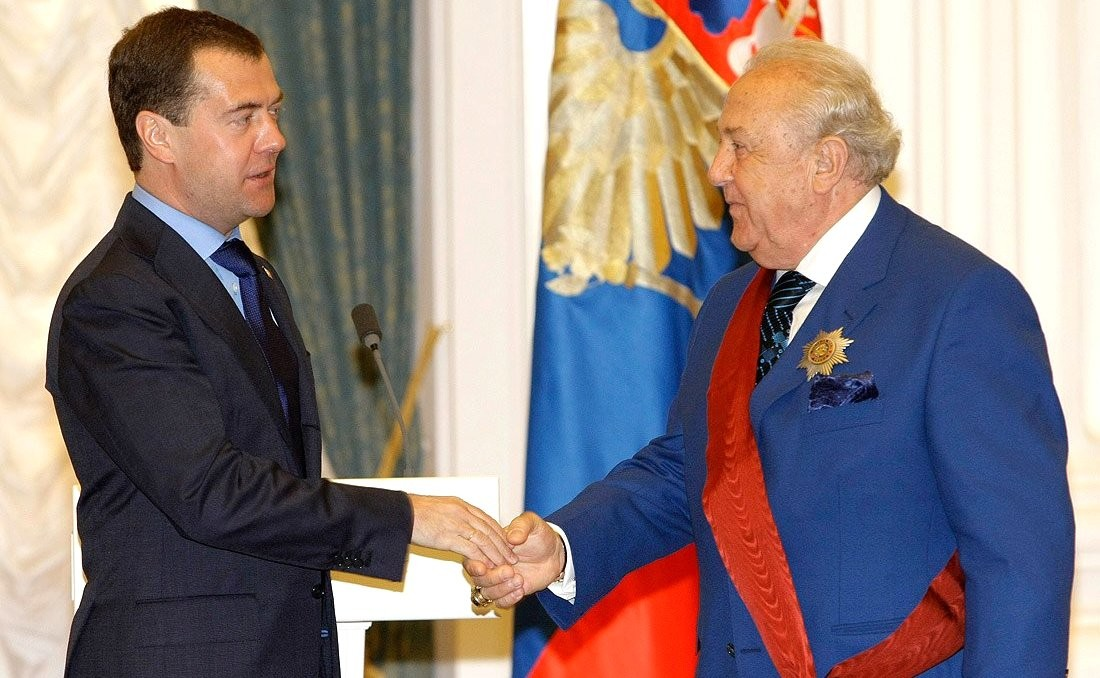
With Dmitry Medvedev, 26 Jule 2010

## Ehrungen und Auszeichnungen
- 1970: Staatspreis der UdSSR
- 1976: Leninpreis der Sowjetunion
- 1978: Volkskünstler der Georgischen Sozialistischen Sowjetrepublik
- 1980: Volkskünstler der UdSSR
- 1990 erhielt er den sowjetischen Orden Held der sozialistischen Arbeit
- 1990: Leninorden zusammen mit der Medaille Sichel und Hammer
- 1994: Orden der Völkerfreundschaft
- 1994: Volkskünstler der Russischen Föderation
- 1996: Staatspreis der Russischen Föderation
- 1996: Verdienstorden für das Vaterland, 3. Klasse
- 1998: Astana-Medaille der Republik Kasachstan
- 1998: Medaille de Vermeille de la Ville de Paris
- 2005: Officier des Ordre des Arts et des Lettres, Frankreich
- 2005: Orden Achmad Kadyrow, Tschetschenien
- 2005: Tree of life des Jewish National Fund
- 2006: Verdienstorden für das Vaterland, 2. Klasse
- 2010: Verdienstorden für das Vaterland, 1. Klasse
- 2010: Chevalier der Ehrenlegion
- 2010: Bo slawije Ossetii („Zum Ruhme Ossetiens“), Nordossetien-Alanien

## Schriften
- Tragediia narodov: Memorial zhertvam voĭn i katastrof XX vek. AlphaPress, Moskau 2003 (mit Aleksandr Zakharchenko, D. Webber)